# 蒲生殖産興業
蒲生殖産興業株式会社（かもうしょくさんこうぎょう）は、鹿児島県姶良市蒲生町上久徳に本社を置く、造林・造園業などの会社である。現代においては通常の会社となっているが、元は官有地の払い下げを受けて蒲生在住の士族がこれを共有した組織である、社団法人蒲生士族共有社（かもうしぞくきょうゆうしゃ）に起源を有する。

## 沿革
薩摩藩では外城制という制度を採用しており、領内各地に郷士が住む「麓集落」を設置していた。蒲生にも上久徳を中心に武家屋敷の名残がある。蒲生の郷士は精強なことで知られ、蒲生兵児（かもうへこ）と称された。しかし貧しかったこともあり、幕末になり戦乱の時代となると、藩から山林の払い下げを受けて共有地とし、その収益で銃を購入し兵士の訓練を行った。これにより戊辰戦争に際しても蒲生隊は大きな活躍をすることができたとされている。
明治になり、地頭であり後に海軍中将となる仁礼平輔は、新しい時代には教育の振興が不可欠であるとし、その財源とするために運動を行って藩や政府からさらに山林の払い下げを受けて士族共有（しぞくきょうゆう）を発足させた。15世紀の蒲生氏の時代から存在していた牧場なども払い下げを受け、荒れ地を開拓して耕地とするなどした。しかし1873年（明治5年）の学制交付により教育は公の所管となったことから、士族共有の財産のうち良質の耕作地は学田として提供した。残された土地を士族共有の財産として、その収益により教育殖産事業と公共事業への貢献を行うことにした。
大正時代になり、組織の基盤を固めるために社団法人として設立することになった。1919年（大正8年）7月17日に官庁へ申請を行い、翌年3月31日に認可を受けて、6月30日に社団法人蒲生士族共有社の設立登記を行った。設立時の社員数は442人で元資金10,505円54銭1厘、有価証券2,510円、そのほか田畑や宅地、山林などの資産をもって発足した。
これらの資産からの収益で、社員への配当を行うとともに教育事業と公共事業への協力を行った。蒲生出身者が東京などへ進学する際にはその学資を提供し、また地元の学校の教職員の給与の負担や校舎改築の援助、さらに地元の道路や橋梁の建設・改修の資金援助など様々な事業を行った。1939年（昭和14年）度の決算によれば、学資貸与を15人に1,800円、街灯建設の補助に462円36銭、青年学校の建築費寄付1,600円、道路改修費補助320円、養蚕・畜産・製紙の組合補助425円、軍人遺家族援護150円70銭、夜学舎補助150円、衛生組合補助50円、その他255円を支出している。
第二次世界大戦後、もはや士族だけでこのような組織を維持している時代ではないとの議論がおこり、また日本に進駐したアメリカ軍の幹部が蒲生町を訪れて実態を調査したということもあって、蒲生士族共有社は解散して株式会社組織に移行することになった。1946年（昭和21年）6月12日の総会で解散を決議し、12月25日に蒲生殖産興業株式会社としての設立総会を行った。共有社の資産を現物出資し、元の組合員に新しい株式会社の株を割り当てる形で発足した。農地改革のために団体での農地所有が許可されなかったため、農地については小作人に解放し、主に山林の経営と農産物加工の事業を行うようになった。
大戦後現在に至るまで、造林・造園などの業務を行っており、当初は株主への高い配当を行っていたが、木材の輸入に伴う価格下落の影響などもあって無配に転じている。現代においては通常の株式会社となっているが、蒲生小学校や蒲生中学校、蒲生高校などに土地を無償で提供し、あるいは蒲生町の水道水源地の森林を提供するなど、公共事業への貢献を続けている。かつての国鉄バス加治木線の蒲生営業所および蒲生町駅（自動車駅）も、蒲生殖産興業の本社施設であったところを町有地との交換で提供したものであり、城山公園も蒲生殖産興業の土地を無償開放しているものである。

## 漆士族共有作職
蒲生町の一部である漆地区でも蒲生士族共有社とは別に士族の共有組織があり、漆士族共有作職（うるししぞくきょうゆうさくしき）と呼ばれていた。もともと、貧窮している郷士に共有地を貸して小作させることで、いざというときの出陣に支障のないようにするという明治以前の制度が残されていたものであった。蒲生士族共有社の解散の経緯を見て、このような制度を存続している時代ではないとの認識に達し、1950年（昭和25年）10月に解散の決議を行い、その当時の共有地を参加者に分配して消滅した。